# Як їжачок шубку міняв
«Як їжачок шубку міняв» — анімаційний фільм 1970 року Творчого об'єднання художньої мультиплікації студії Київнаукфільм, режисер — Леонід Зарубін .

## Сюжет
Вирішив Їжачок свою шубку змінити, але скільки не міряв, кращу за свою колючу не знайшов.

## Творча група
- Автор сценарію: О. Суконцев
- Режисер-постановник: Леонід Зарубін
- Художник-постановник: Яків Горбаченко
- Оператор: Петро Ракітін
- Ляльки та декорації за ескізами О. Охрімець
- Ляльки та декорації виготовили: А. Назаренко, В. Соколовський, Л. Шейкіна
- Ляльководи: Жан Таран, Яків Горбаченко, Цезар Оршанський, Елеонора Лисицька
- Композитор: Мирослав Скорик
- Асистенти: О. Деряжна, Валентина Костилєва, В. Бєлорусов
- Директор картини: М. Гладкова